# Antonio Serra
Antonio Serra (* Mitte des 16. Jahrhunderts in Cosenza; † nach 1613) war ein italienischer Merkantilist und Wirtschaftstheoretiker

## Leben
Antonio Serra wurde um die Mitte des 16. Jahrhunderts in Cosenza geboren. Über das Todesjahr ist nichts bekannt. Sehr wahrscheinlich starb er im Gefängnis, wo er vermutlich wegen seiner angeblichen Verwicklung in der Verschwörung des Tommaso Campanella (1568–1639), Philosoph und Autor von „Der Sonnenstaat“, einsaß.

## Merkantilistische Philosophie Antonio Serras
Serra war ein typischer Vertreter des Merkantilismus. Die merkantilistischen Schriftsteller und Fürsten waren überzeugt davon, dass der Überfluss von Gold und Silber ein Land reich mache. Deshalb beneideten sie die Königreiche Spanien und Portugal, weil diese Länder aus ihren überseeischen Kolonien ganze Schiffsladungen Gold und Silber nach Europa brachten. Dass dadurch das umlaufende enorme Gold- und Silbergeld die Preise hochtrieb, schien sie nicht groß zu stören. Ihr Credo war: Das eigene Land mit dem Export von Gütern reich machen und dadurch das Ausland schädigen; ganz nach dem merkantilistischen Grundsatz, dass bei jedem Handelsgeschäft dem Gewinn auf der einen Seite ein Verlust auf der anderen gegenüberstehe.
Da die italienischen Staaten keine Gold- und Silberminen besaßen, überlegte sich Serra verschiedene Möglichkeiten, wie sie dennoch reichlich mit Geld versorgt werden konnten. Er machte eine treffende Analyse der wirtschaftlichen Situation in Italien im 16. und 17. Jahrhundert und war überzeugt, dass das Ziel einer reichlichen Geldversorgung auch durch die Förderung von Gewerbe, Handel, und Verkehr, durch einen hohen Bildungsgrad der Bevölkerung sowie durch zusätzliche Maßnahmen der Regierung erreicht werden könne.

## Bedeutung und Leistung
Ferdinando Galiani (1728–1787), ein Klassiker der Nationalökonomie, schrieb in seiner Abhandlung Della Moneta, dass jeder, der diese Abhandlung lese, sicher überrascht und verwundert bleibe, über die vielen klaren und richtigen Ideen, die der Autor zum Thema hatte, über welches er in einem Jahrhundert der völligen Unkenntnis der ökonomischen Wissenschaften schrieb; und mit wie viel gesundem Menschenverstand er über die Ursachen anderer Übel sowie über die einzigen wirkungsvollen Abhilfen urteile. Galiani zweifelte nicht daran, Serra als ersten und ältesten Schriftsteller der politischen und ökonomischen Wissenschaft zu bezeichnen und Kalabrien diesen bisher unbekannten Ruhm zu gönnen, da diese Region Serra hervorgebracht hatte. Galiani wagte, diesen Mann mit dem Franzosen  Malun und dem Engländer John Locke zu vergleichen, nach ihm übertreffe er gar diese beiden, weil Serra viel früher und in einem Jahrhundert der Finsternis und der Irrtümer in der ökonomischen Wissenschaft gelebt habe. Dieser Mann, von einem so scharfsinnigen Intellekt und einer so gesunden Urteilskraft, sei während seines Lebens verachtet worden. Nach seinem Tod seien er und sein Buch vergessen geblieben.

## Werke
- Breve trattato delle cause che possono far abbondare li regni d’oro e d’argento, dove non sono miniere, con applicazione al Regno di Napoli, Napoli 1613. (Kurze Abhandlung über die Gründe, wie Staaten, in denen es keine Minen gibt, reichlich mit Gold und Silber versorgt werden können, mit besonderer Berücksichtigung des Königreiches Neapel.)